# Secret of the Chateau
Secret of the Chateau és una pel·lícula de misteri estatunidenca de 1934 dirigida per Richard Thorpe. En la seva estrena, les crítiques van comentar que la pel·lícula era la típica pel·lícula de misteri. En ressenyes retrospectives, s'ha comentat que té poc per distingir-se d'altres pel·lícules de misteri dels anys 30 i 40 i que s'havia oblidat amb justícia.

## Repartiment
- Claire Dodd com Julie Verlaine
- Alice White com Didi Bonfee
- Osgood Perkins com Martin
- Jack La Rue com Lucien Vonaire
- George E. Stone com Armand
- William Faversham com Monsieur Fos / Professor Racque
- Ferdinand Gottschalk com Inspector en cap Marotte
- DeWitt Jennings com Louis Bardou
- Helen Ware com Madame Rombiere
- Frank Reicher com Subhastador
- Alphonse Ethier com Comissari

## Producció
Abans de l'estrena de la pel·lícula, tenia el títol Rendezvous at Midnight que l'estudi utilitzaria l'any següent per a una pel·lícula completament diferent. La pel·lícula va entrar en producció a finals d'agost de 1934. L'escenari europeu d'Universal Pictures es va modificar per semblar un set de cafeteria i botiga basat en el barri de Montparnasse de París. La producció va acabar el setembre de 1934.

## Distribució
Secret of the Chateau va ser distribuït per Universal Pictures el 3 de desembre de 1934.

## Recepció
De crítiques contemporànies "Chic" de Variety va dir que la pel·lícula era "bastant plana" i tenia una "trama fina" i que el seu "moviment lent gairebé nega el valor d'una bona actuació". The Film Daily va comentar que la pel·lícula "només era un altre d'aquells misteris d'assassinat esgarrifós". i que "tots els ingredients coneguts del melodrama fantasmagòric s'han llençat en aquesta, però l'afer no acaba de gelar". "McCarthy" a The Motion Picture Herald va afirmar que la pel·lícula "no fa cap intent de pretensió" i va posar l'accent en el seu entreteniment divertit".
A partir de ressenyes retrospectives, en el seu llibre Universal Horrors, els autors van descriure la pel·lícula com una "botiga de centaus" i van afirmar que "poc la distingia de les dotzenes de misteris de programes que els estudis de Hollywood van crear als anys 30 i 40”. La seva crítica conclou que la pel·lícula era "breu, una mica animada i totalment previsible, i que mereix plenament el seu estatus com a oblidada".